# Vaxholms kommun
Vaxholms kommun (även kallad Vaxholms stad) är en kommun i Stockholms län. Centralort är Vaxholm.
Vaxholms kommun är en skärgårdskommun vid Östersjön, belägen i sydöstra delen av landskapet Uppland. Den omfattar omfattar totalt 70 öar varav 57 är bebodda. Det lokala näringslivet dominerades i början av 2020-talet av tjänstesektorn, men kommunen har också en lång tradition av turistnäringen.
Sedan kommunen bildades 1971 har befolkningstrenden varit positiv. Efter valen på 2010-talet styrdes kommunen inledningsvis av Alliansen, efter valet 2018 tog en mittenkoalition över. Efter valet 2022 styrs Vaxholm av ett samlingsstyre bestående av M, S, V, KD och L.

## Administrativ historik
Kommunens område motsvarar vad som till kommunreformen 1862 var staden Vaxholms område, tillsammans med delar som  tillhörde östra delen av Östra Ryds socken (Bogesundslandet), en mindre del av Värmdö socken (öar i nordvästra delen), samt södra delen av Österåkers socken (Resarö).
Till stadskommunen överfördes kringliggande öar från Värmdö landskommun 1913 (Rindö) och 1950 (Tynningö, Skarpö med flera öar). Kommunreformen 1952 påverkade inte indelningarna för Vaxholm, men Östra Ryds landskommun med Bogesundslandet blev inkorporerat av Österåkers landskommun.
Vaxholms kommun bildades vid kommunreformen 1971 genom en ombildning av Vaxholms stad. År 1974 sammanlades kommunen (4 952 invånare) med Österåkers kommun (19 806 invånare). Vaxholm, som inte velat ge upp sin självständighet, fick namnge den nya kommunen men centralort blev Åkersberga i Österåkersdelen. Vaxholms kommunkod fortsatte att gälla för den sammanslagna kommunen. Representanter för Vaxholmsdelen fick dock gehör hos regeringen Fälldin. 1983 delades kommunen och Vaxholm blev åter centralort i sin egen del. Med omkring 5 000 invånare ansågs dock det område som tidigare utgjorde Vaxholms stad för litet. Lösningen blev att Bogesundslandet (196 invånare) från Östra Ryds församling och Resarö (903 invånare) från Österåkers församling fördes över till Vaxholms församling och den återbildade Vaxholms kommun, som då blev större än före sammanläggningen. Återstoden med drygt 25 000 invånare behöll kommunkoden och centralorten samt återtog namnet Österåkers kommun.
Ögruppen Storholmarna i Stora Värtan, innefattande öarna Storholmen (med halvön Tallholmen), Tistelholmen, Äggholmen samt Bastuholmen överfördes 1 januari 2011 till Lidingö kommun.
Kommunen ingick från bildandet till 2007 i Södra Roslags domsaga och kommunen ingår sedan 2007 i Attunda domsaga.
Vaxholm kallar sig stad istället för kommun, i de fall det är möjligt.

## Geografi
Kommunen gränsar i öster till Värmdö kommun, i söder till Nacka kommun och Lidingö kommun, i väster till Danderyds kommun samt i norr till Österåkers kommun, alla i Stockholms län.

### Topografi och hydrografi
Kommunen är en del av Roslagen och Stockholms norra skärgård. Kommunen är delad mellan halvön Bogesundslandet och Vaxön med centralorten samt andra skärgårdsöar. Kommunen omges av Kyrkfjärden, Stora Värtan, Askrikefjärden, Höggarnsfjärden, Torsbyfjärden och Trälhavet.
Ett relativt kargt skärgårdslandskap utgör östra delen av Vaxholm. Berggrunden domineras av gnejs och dess strukturer återspeglas i öarnas och fjärdarnas form. Bergarten pegmatit förekommer vid Ytterby på Resarö, där man fram till 1933 bröt mineralen fältspat och kvarts. Halvön Bogesundslandet med stora orörda bestånd av ädellövskog upptar västra delen av kommunen, exempel på sådana områden finns vid Bogesunds slottspark och Frösvik. Gammal hällmarkstallskog finns vid skogssjön Dammstakärret.
Till några av de större öarna hör Vaxön, som utgör den mest tätbefolkade ön, Edholma, Kullö, Resarö, Hästholmen, Stegesund, Skarpö, Rindö, Ramsö, Tynningö, Skogsön, halvön Bogesundslandet och den mindre ön Vaxholmen, där Vaxholms fästning ligger.

### Naturskydd
År 2022 fanns två naturreservat i Vaxholms kommun. Det kommunala reservatet Kullö naturreservat bildades 2004 i samarbete med Kullö reservatsförening. Syftet är att  "tillgodose behovet av områden för närrekreation", att "besökare ska kunna ta del av områdets olika skiftande karaktärer" samt att "bevara de värdefulla livsmiljöerna som det gamla kulturlandskapet har gett upphov till". Det statliga reservatet Bogesundslandet bildades 2015 i syfte att "bevara ett stort och välbesökt friluftsområde, men också att vårda de avsnitt av värdefull natur som finns i området".

### Administrativ indelning
Fram till 2016 var kommunen för befolkningsrapportering indelad i ett enda område: Vaxholms församling
Från 2016 indelas kommunen i huvudsakligen ett enda distrikt, Vaxholms distrikt.

### Tätorter
Det finns fem tätorter i Vaxholms kommun. Befolkning räknad vid årskiftet till 2024.
1. Vaxholm, 6025
2. Resarö, 3239
3. Rindö, 1442
4. Tynningö, 332
5. Skarpö, 252

## Styre och politik

### Styre
Mandatperioden 2010 till 2014 styrdes kommunen av Alliansen, som fick förnyat förtroende efter valet 2014.
Under mandatperioden 2018–2022 styrde en minoritetskoalition bestående av Centerpartiet, Liberalerna och Socialdemokraterna. Koalitionen beskrev i ett gemensamt program att "fler invånare ska få större delaktighet i planfrågor, genomföra bymiljöväg utmed Rindövägen, trafiksäkerhetshöjande åtgärder vid Söderfjärdsskolan, utveckla vattenvägarna med snabba elbåtar från Rindö och Vaxö och förstärka fritidsgårdsverksamheten på Vaxön, Rindö och Resarö". Sedan valet 2022 styrs Vaxholm av ett majoritetsstyre bestående av Moderaterna, Socialdemokraterna, Vänsterpartiet, Liberalerna och Kristdemokraterna.

### Kommunfullmäktige

#### Presidium
| Presidium 2022–2026    | Presidium 2022–2026 | Presidium 2022–2026 |
| ---------------------- | ------------------- | ------------------- |
| Ordförande             | M                   | Hanna Backström     |
| Förste vice ordförande | KD                  | Kjetil Rindal       |
| Andre vice ordförande  | WP                  | Fredrik Ardefors    |

#### Lista över kommunfullmäktiges ordförande
| Namn och parti | Namn och parti   | Period    |
| -------------- | ---------------- | --------- |
| M              | Ann Losman-Flood | 1994–2002 |
| M              | Karin Enström    | 2002–2006 |
| M              | Hans W. Berglund | 2006–2010 |
| M              | Karin Enström    | 2010–2012 |
| M              | Per Mosseby      | 2012      |
| C              | Lena Hallberg    | 2013–2014 |
| M              | Karin Enström    | 2014–2022 |
| M              | Hanna Backström  | 2022–     |

#### Mandatfördelning 1970–2022
| 15 | 5 | 7 | 4 |

| 24 | 7 |

| 2 | 18 | 2 | 11 | 6 | 10 |

| 38 | 11 |

| 3 | 17 | 6 | 8 | 5 | 10 |

| 35 | 14 |

| 3 | 16 | 7 | 6 | 5 | 12 |

| 33 | 16 |

| 2 | 12 |  | 2 | 3 | 11 |

| 21 | 10 |

|  | 11 |  | 2 | 5 | 11 |

| 21 | 10 |

|  | 10 | 2 | 4 | 5 | 9 |

| 20 | 11 |

|  | 8 |  | 4 | 4 |  | 12 |

| 19 | 12 |

|  | 11 |  | 5 | 3 | 10 |

| 18 | 13 |

|  | 9 | 2 | 2 | 3 | 2 | 12 |

| 18 | 13 |

| 2 | 10 | 2 | 5 | 2 | 10 |

| 17 | 14 |

|  | 7 |  | 2 | 3 |  | 16 |

| 19 | 12 |

|  | 7 | 2 | 4 | 4 | 13 |

| 18 | 13 |

|  | 6 | 3 | 5 | 3 | 3 | 10 |

| 15 | 16 |

| 2 | 4 |  | 2 | 8 | 4 | 2 |  | 7 |

| 18 | 13 |

| 2 | 4 |  | 2 | 6 | 2 | 4 |  |  | 8 |

| 17 | 14 |

### Nämnder

#### Kommunstyrelse
| Presidium 2023–2026    | Presidium 2023–2026 | Presidium 2023–2026 |
| ---------------------- | ------------------- | ------------------- |
| Ordförande             | M                   | Kristina Runhem     |
| Förste vice ordförande | V                   | Sara Strandberg     |
| Andre vice ordförande  | WP                  | Anna-Lena Nordén    |

#### Lista över kommunstyrelsens ordförande
| Namn och parti | Namn och parti  | Period    |
| -------------- | --------------- | --------- |
| M              | Hans Håkansson  | 1994–2002 |
| M              | Mikael Freimuth | 2002–2006 |
| M              | Bengt Hansson   | 2007–2009 |
| M              | Per Mosseby     | 2009–2012 |
| M              | Lars Lindgren   | 2012–2018 |
| C              | Malin Forsbrand | 2019–2022 |
| M              | Tina Runhem     | 2023–     |

#### Övriga nämnder
| Nämnd                                 | Ordförande | Ordförande         | Vice ordförande | Vice ordförande  | Andre vice ordförande | Andre vice ordförande |
| ------------------------------------- | ---------- | ------------------ | --------------- | ---------------- | --------------------- | --------------------- |
| Krisledningsnämnd                     | M          | Kristina Runhem    | V               | Sara Strandberg  |                       |                       |
| Nämnden för barn och utbildning       | M          | Peter Lindqvist    | S               | Eva Ekberg       | WP                    | Daga Bäfverfeldt      |
| Nämnden för teknik, fritid och kultur | S          | Bengt Sandell      | L               | Anders Örnevall  | MP                    | Gundula Kolb          |
| Socialnämnden                         | L          | Michael Baumgarten | M               | Gunnel Allard    | SD                    | Klas Beskow           |
| Stadsbyggnadsnämnden                  | S          | Anders Garstål     | V               | Gunilla Lauthers | WP                    | Michael Andram        |
| Valnämnden                            | M          | Anne Losman Flood  | WP              | Michael Bohman   |                       |                       |

Källa:

## Ekonomi och infrastruktur

### Näringsliv
Det lokala näringslivet dominerades i början av 2020-talet av tjänstesektorn, primärt genom kommunen. Tillverkningsindustrin stod för omkring fyra procent. Turistnäringen har varit viktig för näringslivet sedan kommunen fick dagliga ångbåtsförbindelser med Stockholm på 1850-talet. Utpendlingen  till andra kommuner inom Storstockholms arbetsmarknad är stor, framförallt till  Stockholms kommun. Enmans- och  fåmansföretag utgjorde majoriteten av Vaxholms företag.

### Infrastruktur

#### Transporter
Från nordväst mot öster genomkorsas kommunen av länsväg 274. Sedan 1926 har huvudön Vaxön broförbindelse med fastlandet likväl som reguljära färjeförbindelser med bland annat centrala Stockholm.

## Befolkning

### Demografi

#### Befolkningsutveckling
| Befolkningsutvecklingen i Vaxholms kommun 1970–2020                                                             | Befolkningsutvecklingen i Vaxholms kommun 1970–2020 | Befolkningsutvecklingen i Vaxholms kommun 1970–2020 | Befolkningsutvecklingen i Vaxholms kommun 1970–2020 | Befolkningsutvecklingen i Vaxholms kommun 1970–2020 |
| --- | --------------------------------------------------- | --------------------------------------------------- | --------------------------------------------------- | --------------------------------------------------- |
| |                                                     |                                                     |                                                     |                                                     |
| År |                                                     |                                                     | Folkmängd                                           |                                                     |
| 1970 | 1970                                                |                                                     | 4 786                                               |                                                     |
| 1975 | 1975                                                |                                                     | 4 874                                               |                                                     |
| 1980 | 1980                                                |                                                     | 4 851                                               |                                                     |
| 1985 | 1985                                                |                                                     | 6 325                                               |                                                     |
| 1990 | 1990                                                |                                                     | 6 779                                               |                                                     |
| 1995 | 1995                                                |                                                     | 8 215                                               |                                                     |
| 2000 | 2000                                                |                                                     | 9 286                                               |                                                     |
| 2005 | 2005                                                |                                                     | 10 123                                              |                                                     |
| 2010 | 2010                                                |                                                     | 10 965                                              |                                                     |
| 2015 | 2015                                                |                                                     | 11 380                                              |                                                     |
| 2020 | 2020                                                |                                                     | 11 886                                              |                                                     |
| Anm: Uppgifterna avser förhållandena den 31 december enligt den kommunala indelningen den 1 januari året efter. |                                                     |                                                     |                                                     |                                                     |

#### Utländsk bakgrund
Den 31 december 2018 utgjorde antalet invånare med utländsk bakgrund (utrikes födda personer samt inrikes födda med två utrikes födda föräldrar) 1 669, eller 13,88 % av befolkningen (hela befolkningen: 12 023 den 31 december 2018). Den 31 december 2002 utgjorde antalet invånare med utländsk bakgrund enligt samma definition 1 044, eller 10,84 % av befolkningen (hela befolkningen: 9 631 den 31 december 2002).

#### Invånare efter de vanligaste födelseländerna
Följande länder är de 10 vanligaste födelseländerna för befolkningen i Vaxholms kommun.
| Födelseland 31 december 2021 | Födelseland 31 december 2021 | Födelseland 31 december 2021 | Födelseland 31 december 2021 | Födelseland 31 december 2021 |
| ---------------------------- | ---------------------------- | ---------------------------- | ---------------------------- | ---------------------------- |
| Nr                           | Land                         | Antal                        | Andel                        | Andel i hela riket           |
| 1                            | Sverige                      | 39 473                       | 81,96 %                      | 80,00 %                      |
| 2                            | Finland                      | 174                          | 1,45 %                       | 1,31 %                       |
| 3                            | Storbritannien               | 73                           | 0,61 %                       | 0,31 %                       |
| 4                            | Polen                        | 61                           | 0,51 %                       | 0,91 %                       |
| 5                            | USA                          | 59                           | 0,49 %                       | 0,23 %                       |
| 6                            | Tyskland                     | 52                           | 0,43 %                       | 0,51 %                       |
| 7                            | Norge                        | 51                           | 0,43 %                       | 0,39 %                       |
| 8                            | Eritrea                      | 41                           | 0,34 %                       | 0,46 %                       |
| 8                            | Iran                         | 41                           | 0,34 %                       | 0,80 %                       |
| 10                           | Thailand                     | 34                           | 0,28 %                       | 0,43 %                       |

## Kultur

### Kulturarv
I kommunen finns ett flertal viktiga kulturmiljöer och byggnader, därför har en stor del av kommunen klassats som riksintresse för kulturmiljövården. År 2022 fanns fyra statliga byggnadsminnen – Vaxholms kastell, Rindö redutt, Oskar Fredriksborgs fästning och Bogesunds slott inklusive slottspark och trädgård. Det fanns också fyra enskilda byggnadsminnen – Villa Akleja, Villa Ottarsberg, Edholma kvarn och Löwenströmska trädgården.

### Kommunvapen
Blasonering: Sköld kluven av rött och silver med en av en vågskura bildad samt av motsatta tinkturer samt i främre hälften framstäven av ett framkommande och på stammen seglande skepp av silver samt i bakre hälften ett på stammen stående rött fästningstorn.
Vaxholms kommunvapen bygger dels på ett sigill från 1500-talet (tornet), dels på ett tillägg från 1800-talet (skeppet). Det fastställdes av Kungl. Maj:t för Vaxholms stad 1944. 1974 lades kommunerna Vaxholm och Österåker samman under Vaxholms namn men med Österåkers kommuns vapen. Efter kommundelningen  1983 återregistrerades vapnet av kommunen hos PRV 1988.